# (11510) Borges
(11510) Borges (1990 VV8) – planetoida z grupy pasa głównego asteroid okrążająca Słońce w ciągu 4,83 lat w średniej odległości 2,86 j.a. Odkryta 11 listopada 1990 roku.